# Уджі-Тавара

У́джі-Тава́ра (яп. 宇治田原町, うじたわらちょう, МФА: [ud͡ʑi tawara t͡ɕoː]?) — містечко в Японії, в повіті Цудзукі префектури Кіото.  Отримало статус містечка 1956 року. Площа становить 58,26 км². Станом на 1 жовтня 2017 року населення складало 9074  осіб, густота населення — 156 осіб/км².   